# روبرت هنت
روبرت هنت (انگلیسی: Robert Hennet; ۲۲ ژانویهٔ ۱۸۸۶ – ۱۹۳۰) شمشیرباز اهل بلژیک بود.
وی در مسابقات کشوری و بین‌المللی در مجموع برندهٔ ۱ مدال طلا شده‌است.